# Glena minor
Glena minor là một loài bướm đêm trong họ Geometridae.